# Herepei Gergely (lelkész, 1844–1920)
Herepei Gergely (Kolozsvár, 1844. december 3. – Kolozsvár, 1920. március 16.) református lelkész, egyházszervező.

## Élete
Herepei Gergely lelkész és Barthos Eszternek fia, Herepei János művelődéstörténész édesapja. 1844. december 12-én keresztelték. A gimnáziumot szülővárosában, a teologiát Nagyenyeden végezte. 1869-ben segédlelkész lett Kolozsvárt. 1871–72-ben külföldön (Zürichben) járt egyetemre. 1873-ban kolozsvári papnak választották, itt működott mint lelkész és egyházmegyei jegyző. 1920-ban hunyt el, a házsongárdi temetőben nyugszik.
Cikkei jelentek meg a kolozsvári Protestáns Közlönyben és egyházi beszédei a Szász Domokos és Szász Gerő által szerkesztett Prédikátori Tárban (Kolozsvár, 1871-73.)